# Ms.
『Ms.』（ミズ）は1983年9月2日にリリースされた門あさ美の1枚目のベスト・アルバムである。

## プロモーション
同時に『Ms. Asami Kado　門あさ美写真集』も、発売となった。

## 収録曲

### Side 1
1. Fascination (3:08)
作詞：岡田冨美子　作曲：門あさ美　編曲：戸塚修 (『Fascination』より)
2. Fancy Evening (3:56)
作詞・作曲：門あさ美　編曲：鈴木茂 (『Fascination』より)
3. Blue (4:23)
作詞・作曲：門あさ美　編曲：戸塚修 (『Fascination』より)
4. Lonely Lonely (4:16)
作詞・作曲：門あさ美　編曲：松任谷正隆 (『SACHET』より)
5. ハート半分 (3:49)
作詞・作曲：門あさ美　編曲：鈴木茂 (『SACHET』より)
6. Mr. K (4:20)
作詞・作曲：門あさ美　編曲：大村雅朗 (『SACHET』より)

### Side 2
1. Season (3:58)
作詞・作曲：門あさ美　編曲：瀬尾一三 (『セミヌード』より)
2. Hold My Heart (4:40)
作詞・作曲：門あさ美　編曲：瀬尾一三 (シングル「Season」より)
3. Honey (3:12)
作詞・作曲：門あさ美　編曲：戸塚修 (シングル「Lonely Lonely」より)
4. 月下美人 (4:10)
作詞・作曲：門あさ美　編曲：松任谷正隆 (『セミヌード』より)
5. とっておきMy Love (2:50)
作詞・作曲：門あさ美　編曲：松岡直也 (『Hot Lips』より)
6. 気分はもうメンソール (4:05)
作詞・作曲：門あさ美　編曲：松岡直也 (『Hot Lips』より)

## リリース日一覧
| 地域 | リリース日    | レーベル                               | 規格                      | カタログ番号 | 備考                                |
| ---- | ------------- | -------------------------------------- | ------------------------- | ------------ | ----------------------------------- |
| 日本 | 1983年9月2日  | ユニオン                               | 30cmLP                    | PU-19        |                                     |
| 日本 | 1983年9月2日  | ユニオン                               | カセット                  | U4AB-1       |                                     |
| 日本 | 1984年4月21日 | ユニオン                               | 12cmCD                    | 35CH-5       |                                     |
| 日本 | 2005年8月4日  | ヤマハミュージックコミュニケーションズ | デジタル・ダウンロード    | 74912946     | iTunes Store                        |
| 日本 | 2008年4月23日 | ユニオン                               | デジタルリマスター 12cmCD | TECH-25180   | 紙ジャケット、12ページ写真          |
| 日本 | 2008年4月23日 | ユニオン                               | デジタルリマスター 12cmCD | TFC-1911     | 3CD+DVD、紙ジャケット、12ページ写真 |